# Grzegorz Sandomierski
Grzegorz Sandomierski (Białystok, 5 settembre 1989) è un ex calciatore polacco, di ruolo portiere.

## Carriera

### Club
Debutta con lo Jagiellonia Białystok il 1º marzo 2008 nella sconfitta casalinga per 0-2 contro il KS Cracovia.
L'ultima partita con lo Jagiellonia la gioca il 6 agosto 2011 nella vittoria casalinga per 2-1 contro il Lechia Danzica.

### Nazionale
Debutta con la nazionale maggiore il 10 dicembre 2010 nel pareggio ad Antalya, contro la Bosnia ed Erzegovina.

## Statistiche

### Cronologia presenze e reti in nazionale
| Cronologia completa delle presenze e delle reti in nazionale ― Polonia | Cronologia completa delle presenze e delle reti in nazionale ― Polonia | Cronologia completa delle presenze e delle reti in nazionale ― Polonia | Cronologia completa delle presenze e delle reti in nazionale ― Polonia | Cronologia completa delle presenze e delle reti in nazionale ― Polonia | Cronologia completa delle presenze e delle reti in nazionale ― Polonia | Cronologia completa delle presenze e delle reti in nazionale ― Polonia | Cronologia completa delle presenze e delle reti in nazionale ― Polonia |
| Data                                                                   | Città                                                                  | In casa                                                                | Risultato                                                              | Ospiti                                                                 | Competizione                                                           | Reti                                                                   | Note                                                                   |
| ---------------------------------------------------------------------- | ---------------------------------------------------------------------- | ---------------------------------------------------------------------- | ---------------------------------------------------------------------- | ---------------------------------------------------------------------- | ---------------------------------------------------------------------- | ---------------------------------------------------------------------- | ---------------------------------------------------------------------- |
| 10-12-2010                                                             | Antalya                                                                | Bosnia ed Erzegovina                                                   | 2 – 2                                                                  | Polonia                                                                | Amichevole                                                             | -2                                                                     |                                                                        |
| 6-2-2011                                                               | Vila Real de Santo Antonio                                             | Moldavia                                                               | 0 – 1                                                                  | Polonia                                                                | Amichevole                                                             | -                                                                      |                                                                        |
| 29-3-2011                                                              | Il Pireo                                                               | Grecia                                                                 | 0 – 0                                                                  | Polonia                                                                | Amichevole                                                             | -                                                                      |                                                                        |
| Totale                                                                 |                                                                        | Presenze                                                               | 3                                                                      |                                                                        | Reti                                                                   | -2                                                                     |                                                                        |

## Palmarès

### Club

#### Competizioni nazionali
- Coppa di Polonia: 1

Jagiellonia: 2009-2010
- Supercoppa di Polonia: 2

Jagiellonia: 2010
Zawisza Bydgoszcz: 2014
- Campionato croato: 1

Dinamo Zagabria: 2013-2014
- Campionato rumeno: 2

CFR Cluj: 2019-2020, 2020-2021